# McKenzie (Tennessee)
McKenzie és una població dels Estats Units a l'estat de Tennessee. Segons el cens del 2000 tenia 5.295 habitants.

## Demografia
Segons el cens del 2000, McKenzie tenia 5.295 habitants, 2.131 habitatges, i 1.412 famílies. La densitat de població era de 369,7 habitants/km².
Dels 2.131 habitatges en un 28,4% hi vivien nens de menys de 18 anys, en un 47,4% hi vivien parelles casades, en un 15,6% dones solteres, i en un 33,7% no eren unitats familiars. En el 29,8% dels habitatges hi vivien persones soles el 14,6% de les quals corresponia a persones de 65 anys o més que vivien soles. El nombre mitjà de persones vivint en cada habitatge era de 2,31 i el nombre mitjà de persones que vivien en cada família era de 2,85.
Per edats la població es repartia de la següent manera: un 21,8% tenia menys de 18 anys, un 12,4% entre 18 i 24, un 24,2% entre 25 i 44, un 22,8% de 45 a 60 i un 18,8% 65 anys o més.
L'edat mediana era de 38 anys. Per cada 100 dones de 18 o més anys hi havia 85,7 homes.
La renda mediana per habitatge era de 28.319 $ i la renda mediana per família de 34.322 $. Els homes tenien una renda mediana de 26.038 $ mentre que les dones 19.090 $. La renda per capita de la població era de 18.723 $. Entorn del 10,4% de les famílies i el 13,4% de la població estaven per davall del llindar de pobresa.

## Poblacions més properes
El següent diagrama mostra les poblacions més properes.